# Edward Flatau

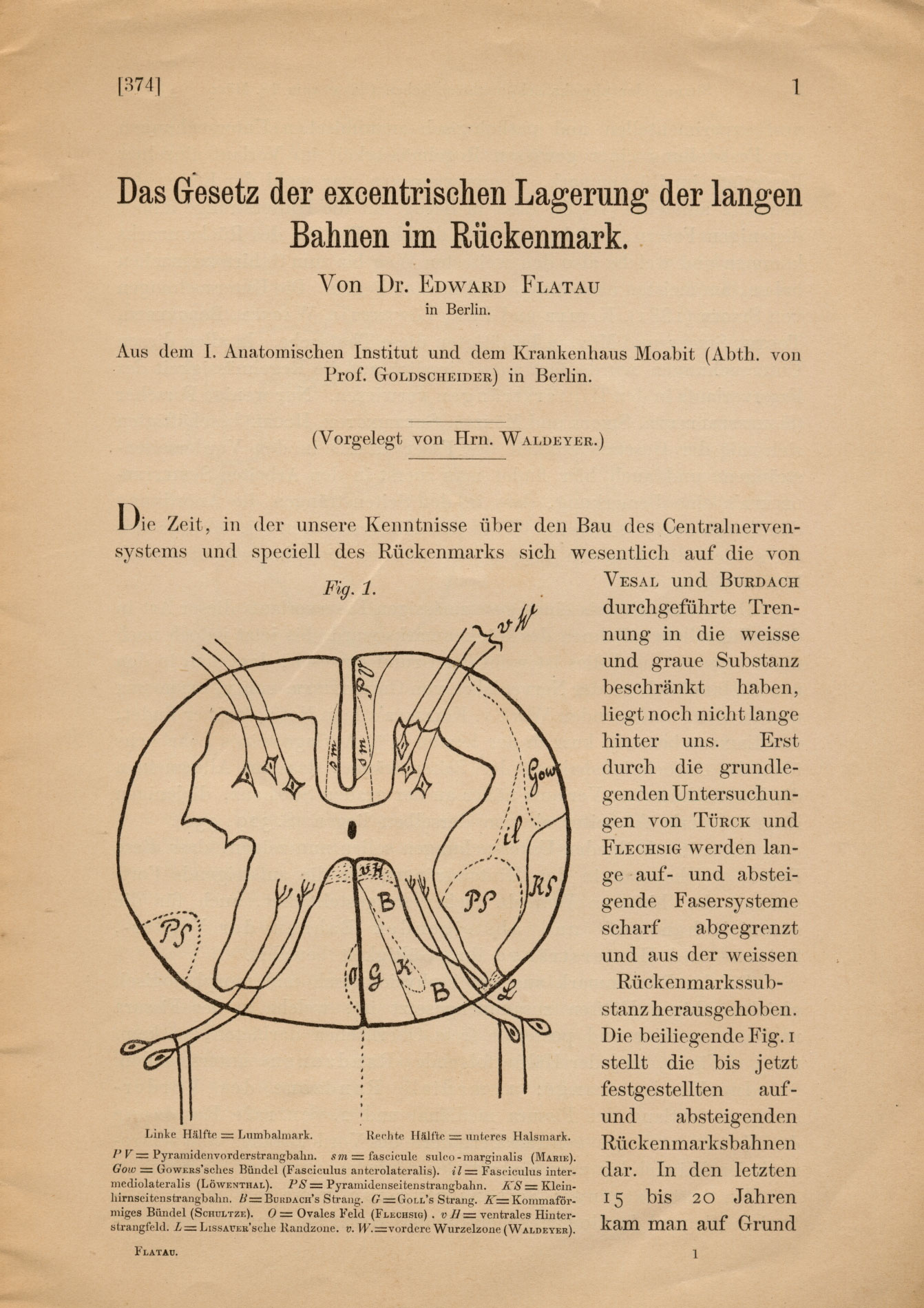

Edward Flatau (n. 27 decembrie 1868/8 ianuarie 1869, Płock, Imperiul Rus – d. 7 iunie 1932, Varșovia, Polonia) a fost un neurolog polonez ce a pus baza științelor neurobiologice și neuropatologice în această țară. A publicat un atlas al creierului uman în 1894, a scris o carte de bază despre migrene (1912), a stabilit principiul de localizare a fibrelor lungi în măduva spinării (1893), iar împreună cu Wladyslaw Sterling în 1911 a publicat o lucrare introductivă despre spasmul torsional progresiv la copii și a sugerat că boala poate avea transmitere genetică.

### Educație
A urmat Facultatea de Medicină din cadrul Universității din Moscova începând din anul 1886, sub influența psihiatrului Serghei Sergheievich Korsakov (1854-1900) și a neurologului  Aleksei Iakovlevici Kojevnikov (1836-1902). A devenit medic în 1892 și a lucrat între anii 1893 și 1899 la Berlin în laboratoarele lui Emanuel Mendel (1839-1907), Wilhelm von Waldyer-Hartz (1836-1921), Alfred Goldscheider (1858-1935), și Ernst Viktor von Leyden (1832-1910).

### Viața si munca
Atlasul SNC
În 1894, la doar 26 de ani publică "Atlas al creierului uman și traiectul fibrelor nervoase", carte tradusă in germană, engleză, franceză, rusă iar în 1896 în poloneză. Alături de neurologul berlinez Gad, a întreprins numeroase experimente pe câini și a criticat legea Bastian-Bruns cu privire la impotența funcțională consecutivă leziunii măduvei spinării (1893). Pe baza a numeroase intervenții chirurgicale pe măduva spinării, experimente și observații ulterioare a descoperit că, "cu cât este mai mare lungimea fibrei în măduva spinării cu atât ea este mai aproape de periferie" (legea Flatau). Articolul pe această temă a fost publicat în 1897. Consecutiv muncii sale în acest domeniu, a primit în 1899 doctoratul în științe medicale în Moscova ( dizertația sa a fost: "Zakon ekscentriczeskago raspolozenia dlinnych putiej w spinnom mózgu" ).
Inițiator a teoriei neuronului
În 1895 Flatau arăta interes vis-a-vis de teoria neuronului lui Waldeyer. În diverse publicații el incearcă să stabilească o legătură între fiziologie și anatomia neuronului. Împreună cu Alfred Goldscheider studiază structura celulelor nervoase și modificările lor mecanice, termice și chimice. Au publicat rezultatele experimentelor în 1897 și 1898 în "Fortschritte der Medizin" și "Gazeta Lekarska" care au fost apoi publicate drept monografii speciale. Ei susțin idea că tipul modificărilor în celulele nervoase poate furniza informații despre influențele ce au avut loc asupra lor.
Neurologia și genetica timpurie
Flatau și Wladyslaw Sterling publică în 1911 un articol despre spasmul torsional progresiv la copii, în același an ca Ziehen și Oppenheim. Spre deosebire de lucrarea lui Oppenheim, articolul lor sugerează că afecțiunea este congenitală.
În 1927, Flatau descrie primele cazuri de encefalomielită diseminată epidemic, independent de Emil Redlich în Viena (boala Flatau-Redlich). Flatau era convins că această boală este de natură virală, lucru confirmat mai târziu de Mergulis. Flatau a descris în detaliu boala Schilder și a propus pentru aceasta numele de: encefalită periaxială difuză.
Migrena si cefaleea
Actualmente, cartea sa de referință pentru numeroase lucrări este cea despre migrene (1912).

### Contribuții aduse științei poloneze
Până în 1899 Flatau era renumit atât în Germania cât și peste hotare. În același an a revenit în Polonia. A încercat în repetate rânduri să reabiliteze știința poloneză în timpul și după ocupația rusească. La întoarcere în țara, și-a transformat apartamentele în laboratoare de microscopie și a lucrat în spitalele din Varșovia pe post de consultant. În 1911 a pus bazele unui laborator neurologic în cadrul Societății de Fiziologie din Varșovia, devenind în 1913 președintele Departamentului de Neurobiologie al Societății Științifice din Varșovia iar în 1919 președintele Institutului de Biologie Experimentală Nencki care a devenit apoi parte integrantă a Societății Științifice din Varșovia. În 1904 devine Șeful Clinicii de Neurologie în spitalul "Na Czystem" din Varșovia.
Și-a împărțit pentru mulți ani responsabilitățile de cercetător și neurolog între laborator și spital. A avut și o practică privată substanțială. A fost influențat să pună bazele revistelor medicale poloneze: "Neurologia Polska" și "Warszawskie Czasopismo Lekarskie". A ajutat la înființarea secției de Neurologie și Psihitarie în cadrul Societății Medicale din Varșovia, a avut studenți renumiți, a fost un organizator excelent.
A murit în 1932, în același an cu alți doi neurologi polonezi renumiți: Samuel Goldflam si Joseph Babinski.